# 鹬形马先蒿
鹬形马先蒿（学名：Pedicularis scolopax）是列当科马先蒿属的植物，为中国的特有植物。分布于中国大陆的甘肃、青海等地，生长于海拔3,500米至4,100米的地区，多生长于高山疏稀灌丛中及喜质松干燥的土壤，目前尚未由人工引种栽培。